# 大竹一重
大竹 一重（おおたけ ひとえ、1972年2月5日 - ）は、日本の女優。ベリーベリープロダクションに所属。

## 来歴・人物
東京都豊島区で生まれる。
子供の頃から映画を観ることが好きで「いつかスクリーンの向こう側に行きたい」と、女優への憧れを持つようになる。
共立女子短期大学在籍中に通ったタレント養成所からの推薦でミス日本コンテストに出場し、1994年度ミス日本を受賞する。
任期中に出版された写真集「ひとえ」は1994年5月の初版から1998年3月の最終版まで7版を重ねるベストセラーとなり、後に文庫本としても再出版された。
写真集発売後、同年女優としてデビューする。
デビュー作の東映Vシネマ主演作品が話題となり、その後次々とVシネマ作品へのオファーが続き、デビューから数年で「Vシネマの女王（Vシネクイーン）」と呼ばれるようになる。
TSUTAYAには「大竹一重コーナー」が出来る程の人気となった。
取材では、Vシネマ時代育ててもらったセントラル・アーツの当時の社長である故黒澤満氏への恩を口にしている。
2000年にオスカープロモーションに移籍後は活躍の場をテレビドラマに移し、多くのドラマに出演。
東海テレビの昼帯連続ドラマで演じたヒロインの敵役が「ハマり役」となり、その後「悪女」を演じることが増える。
近年は舞台にも活躍の場を広げ、2017年からは 美しすぎる時代劇「あ・うん♡ぐるーぷ」メンバーとしても活動。
名作シリーズ「天守物語」「日本橋」「梅川・忠兵衛」で主演を務め、舞台女優としてのキャリアも着実に積んでいる。
2020年8月12日に自身の公式Xでベリーベリープロダクションへの移籍を発表した。

## 出演

### 映画
- 卍舞3（にっかつ・ファニー・エンジェル、1996年）
- ありがとう（東北新社、1996年）
- あぶない刑事リターンズ（東映・日本テレビ提携、1996年） - 樋口麻美 役
- イーストサイド・ワルツ 悦楽の園（1998年)
- 惚れたらあかん 大紋の掟（アートポート、1999年）
- 異形ノ恋 （パル企画・アンブレラ、2002年）
- ROUND1（日本テレビ・アスミック・エースエンタテイメント、2003年）
- やさしい手（ファインフィルムズ・ミューズプランニング、2010年）

### テレビドラマ
- 金曜エンタテイメント特別企画 犬神家の一族（1994年10月7日、フジテレビ） - 青沼菊乃 役
- HOTEL 第4シリーズ 第4話「ミステリーな手紙」（1995年5月4日、TBSテレビ） - マユミ 役
- 土曜ワイド劇場（テレビ朝日）
  - 終着駅シリーズ(5)「誇りある被害者」（1996年1月27日） - 島崎清子 役
  - 探偵事務所(4)（1996年9月7日） - 安藤春奈（OL） 役
  - 森村誠一作家30年記念 棟居刑事の復讐（1996年11月16日） - 藤枝佳子 役
  - カリスマ美容師殺人事件（2001年8月11日） - 西条アンナ 役
  - 変装婦警の事件簿3（2002年11月2日） - 佐倉瞳 役
  - 山村美紗サスペンス 狩矢父娘シリーズ
    - 第6作「花の棺」（2005年4月2日） - 東郷悠子 役
    - 第10作「京都・お茶会殺人事件」（2009年5月2日） - 二条涼子 役

  - ハラハラ刑事2（2005年11月19日） - 井川輝美 役
  - 超高層ホテルウーマンvs女ガードマン（2007年12月1日） - 立花みどり 役
  - 刑事殺し(2)（2008年6月21日） - 清水玲子 役
  - 鉄道捜査官(9)（2008年10月11日） - 竹山祐子 役
  - デパート仕掛け人!天王寺珠美の殺人推理2（2008年10月18日） - 井原冴子 役
  - おとり捜査官・北見志穂15（2011年4月9日） - 吉川弥生 役
  - 温泉 (秘) 大作戦13（2014年3月29日） - 松尾小春 役
  - 家裁調査官・山ノ坊晃〜紛争解決100%の男!（2016年5月7日） - 勝俣あずさ 役
- 暴れん坊将軍VIII（1997年7月12日 - 1998年3月7日、テレビ朝日） - 御庭番・あやめ 役
- テレビ大阪開局15周年記念番組 米将軍吉宗に挑んだ男（1998年2月3日、テレビ東京）[3]
- 寺子屋ゆめ指南（1997年9月 - 1998年3月、NHK）
- テツワン探偵ロボタック（1998年3月 - 1999年1月、テレビ朝日） - 高峯桜子 / 怪盗チェリー 役
- 稲川淳二の恐怖物語（1999年8月14日、よみうりテレビ）
- 月曜ドラマスペシャル（TBSテレビ）
  - ミニパト婦警トリオの事件簿(2)（1998年12月7日）
  - 江戸川蘭子の事件簿（1999年3月1日） - 黒川サオリ 役
- ニュースキャスター 霞涼子 第1話（1999年1月14日、テレビ朝日）
- 科捜研の女 第1シリーズ 第4話「復顔」（1999年11月11日、テレビ朝日） - 梶田理恵役
- 昼ドラ ザ・美容室（2000年1月4日 ‐ 3月31日、東海テレビ・フジテレビ） - 工藤玲子 役[4]
- TBS深夜ドラマ 恋詩物語～ラブソング（2000年3月29日、TBSテレビ）[5]
- 月曜ミステリー劇場（TBSテレビ）
  - 人情質屋の事件台帳(1)（2001年7月9日） - 久保田敦子 役
  - 探偵・喜多嶋翔子の調査報告書（2002年7月29日）
  - 十津川警部シリーズ
    - 第24作「伊豆の海に消えた女」（2002年1月7日） - 秋山圭子 役
    - 第35作「金沢加賀殺意の旅」（2005年7月4日） - 田村ふさ江 役
- 火曜サスペンス劇場（日本テレビ）
  - 刑事・鬼貫八郎11 積木の塔（2000年4月4日） - 長谷鶴子 役
- バスストップ 第3話（2000年7月17日、フジテレビ）
- ただいま満室（2000年10月 - 12月、テレビ朝日）
- ラブコンプレックス（2000年10月 - 12月、フジテレビ）
- 女と愛とミステリー（テレビ東京）
  - 「松本清張特別企画・ガラスの城」（2001年） - 橋本啓子 役
  - 「南紀伊豆Sの逆転」（2002年3月13日） - 雨宮友美 役
  - 「不倫調査員・片山由美3」（2002年5月1日） - 菊千代 役
  - 狂った計算（2002年9月18日） - 中瀬明美 役
  - いなか刑事・伊原泰三の退職捜査日誌3（2002年） ‐ 津村邦子 役
  - 小早川警視正シリーズ2（2003年） - 野本るり 役
- 金曜ナイトドラマ 生きるための情熱としての殺人（2001年7月‐9月、テレビ朝日） - 石黒尚美 役
- 金曜エンタテイメント（フジテレビ）
  - 京都祇園入り婿刑事事件簿9（2002年5月3日） - 亜矢 役
  - 結婚相談員末永卯月の推理案内状 地獄の花嫁(4)（2003年11月21日） - 柴崎春名 役
  - 日向夢子調停委員事件簿4「復讐」（2006年6月9日） - 青木理枝 役
- Shin-D 東京らぶ 第5話「新宿南口無人島」（2000年3月6日、日本テレビ） - 小林みどり 役
- スカイハイ 第3話「HERO」（2003年1月17日、テレビ朝日）
- 特命係長 只野仁 第2話「美女アナ」（2003年7月11日、テレビ朝日） - 田所アナ 役
- 水戸黄門 第32部 第8話（2003年9月15日、TBSテレビ）
- 剣客商売 第5シリーズ 第9話「女と男」（2004年5月、フジテレビ） - お絹 役
- 二人の自遊旅行（2005年4月20日、BS日テレ）
- 逃亡者おりん 第13話（2007年1月26日、テレビ東京） - 蜻蛉 役
- 秘書のカガミ 第4話・11話（2008年5月2日・6月20日、テレビ東京） - 紅冴子 役
- Lドラ サギ師 リリ子（2009年3月、テレビ東京） - 小暮明子 役
- LOVE GAME 第11話（2009年7月2日、日本テレビ） - 鈴木緑子 役
- 相棒 Season 8 第2話ゲスト（2009年10月21日、テレビ朝日） - 黒木梨絵 役
- 水曜シアター9（テレビ東京）
  - 懸賞金〜目撃証言に三千万円を賭けた女〜（2010年3月3日） - 遠藤 役
- 春休みSPドラマ メイクアップ！（2010年3月25日、中部日本放送） - 高梨葉子 役
- 検事・鬼島平八郎 第3話「女検事の黒い秘密」（2010年11月5日、朝日放送・テレビ朝日）
- 金曜プレステージ（フジテレビ）
  - 山村美紗サスペンス・京都・源氏物語殺人絵巻（2010年11月12日） - 青山伊津子 役[6]
  - 弁護士 朝吹里矢子（2010年12月10日） - 松浦有希 役[7]
  - 西村京太郎サスペンス 十津川刑事の肖像7（2012年9月7日） - 野崎瞳 役
  - 西村京太郎サスペンス 警部補・佐々木丈太郎5（2013年3月15日） - 佐伯美鈴 役
- クローバー（2012年4月 - 6月、テレビ東京） - 秋山恵子 役
- 水曜ミステリー9（テレビ東京）
  - 鉄道警察官・清村公三郎10（2013年6月12日） - 富永聡美 役
- 警視庁捜査一課9係 season10 第9話（2015年6月24日、テレビ朝日） - 大鳥リエ 役
- 初恋の悪魔 第4話・第6話（2022年8月、日本テレビ系） - 里子 役

### ラジオドラマ
- オーディオドラマ ベトナムの現代文学『未婚の女』（2004年9月11日・2005年4月16日、NHK-FM）

### 舞台
- 2003年 「サボテンの花」主演 藤山直美 演出 鵜山仁 三越劇場、名古屋名鉄ホール、大阪近鉄劇場
- 2004年「サボテンの花」池袋サンシャイン劇場、シアター1010、名鉄ホール、他全国巡業
- 2006年9月「アクジョニツイテ」主演・富小路公子 役
- 2012年11月「マクベス」マクベス夫人役 シアターΧ
- 2013年4月「ウィンザーの陽気な女房たち」主演・ペイジ夫人役 シアターΧ
- 2013年11月「新歌舞伎座開業55周年記念 五木ひろし特別公演 三味線恋唄」 新歌舞伎座
- 2014年7月「中村美律子 納涼公演 新版 夫婦善哉」 中日劇場
- 2014年11月 - 12月「新選組ミュージカル〜陽光〜」伊東甲子太郎 役 南大塚ホール
- 2016年6月「マクベス」マクベス夫人役 座・高円寺2
- 2016年9月「道成寺伝説」 江戸東京博物館大ホール
- 2017年5月「から騒ぎ」主演 座・高円寺2
- 2017年7月「十二夜(時代劇)恋はいたずら」主演 座・高円寺2
- 2017年8月ギリシャ悲劇「オイディプス王」 中野ザ・ポケット
- 2017年10月「道成寺」 座・高円寺2
- 2018年3月「箱の中身」OFF・OFFシアター
- 2018年5月「女帝」CBGKシブゲキ!!
- 2018年8月「侍三銃士」 博品館劇場
- 2019年5月「～永遠の愛～阿国・山三」 博品館劇場
- 2019年11月「火男の火」シアターΧ
- 2020年11月「梅川・忠兵衛 ダイジェスト版」主演梅川役 博品館劇場
- 2021年3月「さぶ」山本周五郎原作 シアターΧ
- 2021年11月「天守物語」主演富姫役 江戸東京博物館
- 2022年11月「石川五右衛門」シアターΧ
- 2022年12月「日本橋」主演お孝役 座・高円寺2
- 2023年5月「ハムレット」ガートルード役 シアターグリーン
- 2023年6月 あ・うん♡ぐるーぷ第八回公演「梅川・忠兵衛」主演梅川役 博品館劇場
- 2023年9月「ごりょんさん」三越劇場
- 2024年5月 あ・うん♡ぐるーぷ第九回公演「セブンスヒーロー」主演竹久たまき / 舞（二役） 博品館劇場[8][2]
- 2025年6月 あ・うん♡ぐるーぷ 謎解きファンタジー「王の逆襲」博品館劇場[9]

### オリジナルビデオ
- 痴漢日記 尻を撫でまわしつづけた男（東映ビデオ、1995年）
  - 痴漢日記3 尻を撫でまわしつづけた男（東映ビデオ、1996年） - 京子 役
- 美女奉行 おんな牢秘抄（キングレコード、1995年）
- 新・百合族3（にっかつビデオ、1995年）
- 女教師日記 禁じられた性（東映ビデオ、1995年）
  - 女教師日記3 秘められた性（東映ビデオ、1997年）
- 濡れ事師（ギャガ・コミュニケーションズ、1995年）
- あやしい人妻 テレクラ・リポート（東映ビデオ、1996年）
- 監禁 生贄の儀式（J･V･D、1996年）
- ワタシノカラダヲカエシテ（ミュージアム、1996年）
- 迷宮 LABYRINTH（ISEMOTO、1996年）
- どチンピラ 歪んだ欲望（SEIYO INTERNATIONAL、1996年）
- ピイナッツ -落華星-（ナック、1996年） - アヤ 役
  - 新・ピイナッツ（ナック=ポニーキャニオン、1997年）
- 平成残侠伝 ぶった斬れ!（東映ビデオ、1996年）
- 東京デカメロン（センテスタジオ、1996年）
- 罠にはまる女 PLAY BACK（東映ビデオ、1996年）
- 「守ってあげたい」より 女教師・禁じられた情事（SEN、1996年）
- 告白手記 私が濡れたあのセックス!（ヤングコーポレーション＝カレス・コミュニケーション、1997年）
- 足を舐める男（大映=徳間ジャパンコミュニケーションズ、1997年）
- 団地妻'98 危険な情事（東映ビデオ、1997年）
  - 団地妻'98 危険なエクスタシー（東映ビデオ、1998年）
- イーストサイドワルツ 悦楽の園（東映ビデオ、1998年）
- テツワン探偵ロボタック&カブタック 不思議の国の大冒険（テレビ朝日=東映=東映ビデオ、1998年） - タンサン王妃役
- 稲川淳二の恐怖物語4（バンダイビジュアル、1999年）
- 新・麻雀放浪記2（ケイエスエス・ケイエスエス販売、1999年）
- 無頼・人斬り五郎（東映ビデオ、1999年）
- ブルースの錠2 殺しの一匹狼（松竹、2001年）
- 仁義29 極道死体強奪（日本映像・フルメディア、2001年）
- 本気!21 悲愁編（日本映像、2002年）
- ナニワの虎（徳間ジャパンコミュニケーションズ、2002年）
- ROUND1（日本テレビ・アスミック、2003年）
- 雪月花2（タイムアートファクトリー、2004年）
- 仁義44 頂上戦争勃発（日本映像・フルメディア、2005年）
- 富士の魂（GPミュージアムソフト、2007年）
- 女郎月（2009年4月7日、アタッカーズ）・・・共演：もちづきる美、西本はるか、納見佳容、かすみ果穂
- ジャングルクロウ!（GPミュージアムソフト、2010年）
- 麻雀群狼記 ゴロ（GPミュージアムソフト、2011年）
- 日本やくざ抗争史 広島抗争（2015年）全2作 - ユミコ(三代目鳳政会会長田山仁の妻、春日井時男の姉)

## 書籍

### 写真集
- ひとえ（1994年5月、竹書房、撮影：沢渡朔）ISBN 9784884753009
- 冬恋―Love 淫 winter（1998年2月、ぶんか社、撮影：荒木経惟）ISBN 9784821122059